# Championnat d'Asie de football des moins de 17 ans 2002
Navigation
Vietnam 2000 Japon 2004
Le Championnat d'Asie de football des moins de 17 ans 2002 est la dixième édition du Championnat d'Asie de football des moins de 17 ans qui a eu lieu aux Émirats arabes unis du 6 au 22 septembre 2002. L'équipe d'Oman, championne d'Asie lors de l'édition précédente ne peut y défendre son titre car elle a été suspendue à la suite de tricherie lors de l'édition précédente. Ce tournoi sert de qualification pour la prochaine Coupe du monde des moins de 17 ans, qui aura lieu en Finlande durant l'été 2003 : les 2 finalistes ainsi que le vainqueur du match pour la 3e place seront directement qualifiés pour le tournoi mondial.
À partir de cette édition, ce ne sont plus 10 mais 12 sélections qui sont qualifiées pour le tournoi continental.

## Qualification
À la suite du scandale de tricherie survenue à la fin de l'édition 2000, les sélections d'Iran, de Thaïlande, d'Oman, du Népal et du Bangladesh sont suspendues et ne peuvent prendre part aux éliminatoires pour l'édition 2002.

Les sélections asiatiques, à l'exception des Émirats arabes unis, organisateur du tournoi final et donc exempt, sont réparties en 11 poules géographiques. Seul le premier de chacune de ces poules est qualifiée pour la phase finale.

### Poule 1
- Matchs disputés à Sana'a au Yémen :

| Rang | Équipe    | Pts | J | G | N | P | Bp | Bc | Diff |  | Résultats (▼ dom., ► ext.) |  |     |     |     |
| ---- | --------- | --- | - | - | - | - | -- | -- | ---- |  | -------------------------- |  | --- | --- | --- |
| 1    | Yémen     | 9   | 3 | 3 | 0 | 0 | 9  | 1  | +8   |  | Yémen                      |  | 2-0 | 4-1 | 3-0 |
| 2    | Bahreïn   | 4   | 3 | 1 | 1 | 1 | 4  | 5  | -1   |  | Bahreïn                    |  |     | 1-1 | 3-2 |
| 3    | Koweït    | 4   | 3 | 1 | 1 | 1 | 4  | 6  | -2   |  | Koweït                     |  |     |     | 2-1 |
| 4    | Palestine | 0   | 3 | 0 | 0 | 3 | 3  | 8  | -5   |  | Palestine                  |  |     |     |     |

### Poule 2
| Rang | Équipe          | Pts | J | G | N | P | Bp | Bc | Diff |  | Résultats (▼ dom., ► ext.) |     |     |
| ---- | --------------- | --- | - | - | - | - | -- | -- | ---- |  | -------------------------- | --- | --- |
| 1    | Syrie           | 4   | 2 | 1 | 1 | 0 | 1  | 0  | +1   |  | Syrie                      |     | 1-0 |
| 2    | Arabie saoudite | 1   | 2 | 0 | 1 | 1 | 0  | 1  | -1   |  | Arabie saoudite            | 0-0 |     |
| 3    | Liban forfait   |     |   |   |   |   |    |    |      |  |                            |     |     |

### Poule 3
- Matchs disputés à Doha au Qatar :

| Rang | Équipe   | Pts | J | G | N | P | Bp | Bc | Diff |  | Résultats (▼ dom., ► ext.) |  |     |     |
| ---- | -------- | --- | - | - | - | - | -- | -- | ---- |  | -------------------------- |  | --- | --- |
| 1    | Qatar    | 6   | 2 | 2 | 0 | 0 | 5  | 1  | +4   |  | Qatar                      |  | 1-0 | 4-1 |
| 2    | Jordanie | 3   | 2 | 1 | 0 | 1 | 2  | 2  | 0    |  | Jordanie                   |  |     | 2-1 |
| 3    | Irak     | 0   | 2 | 0 | 0 | 2 | 2  | 6  | -4   |  | Irak                       |  |     |     |

### Poule 4
- Matchs disputés à Chennai en Inde :

| Rang | Équipe          | Pts | J | G | N | P | Bp | Bc | Diff |  | Résultats (▼ dom., ► ext.) |     |      |
| ---- | --------------- | --- | - | - | - | - | -- | -- | ---- |  | -------------------------- | --- | ---- |
| 1    | Inde            | 6   | 2 | 2 | 0 | 0 | 12 | 0  | +12  |  | Inde                       |     | 10-0 |
| 2    | Maldives        | 0   | 2 | 0 | 0 | 2 | 0  | 12 | -12  |  | Maldives                   | 0-2 |      |
| 3    | Bhoutan forfait |     |   |   |   |   |    |    |      |  |                            |     |      |

### Poule 5
- Matchs disputés à Tachkent en Ouzbékistan :

| Rang | Équipe       | Pts | J | G | N | P | Bp | Bc | Diff |  | Résultats (▼ dom., ► ext.) |  |     |     |
| ---- | ------------ | --- | - | - | - | - | -- | -- | ---- |  | -------------------------- |  | --- | --- |
| 1    | Ouzbékistan  | 6   | 2 | 2 | 0 | 0 | 10 | 2  | +8   |  | Ouzbékistan                |  | 6-2 | 4-0 |
| 2    | Kirghizistan | 1   | 2 | 0 | 1 | 1 | 3  | 7  | -4   |  | Kirghizistan               |  |     | 1-1 |
| 3    | Sri Lanka    | 1   | 2 | 0 | 1 | 1 | 1  | 5  | -4   |  | Sri Lanka                  |  |     |     |

### Poule 6
- Matchs disputés à Douchambé au Tadjikistan :

| Rang | Équipe       | Pts | J | G | N | P | Bp | Bc | Diff |  | Résultats (▼ dom., ► ext.) |  |     |     |
| ---- | ------------ | --- | - | - | - | - | -- | -- | ---- |  | -------------------------- |  | --- | --- |
| 1    | Tadjikistan  | 6   | 2 | 2 | 0 | 0 | 7  | 0  | +7   |  | Tadjikistan                |  | 4-0 | 3-0 |
| 2    | Pakistan     | 3   | 2 | 1 | 0 | 1 | 2  | 4  | -2   |  | Pakistan                   |  |     | 2-0 |
| 3    | Turkménistan | 0   | 2 | 0 | 0 | 2 | 0  | 5  | -5   |  | Turkménistan               |  |     |     |

- L'équipe du Tadjikistan est suspendue par l'AFC à la fin des éliminatoires pour des problèmes internes, c'est donc le deuxième du groupe, le Pakistan qui se qualifie pour la phase finale.

### Poule 7
- Matchs disputés à Yangon en Birmanie :

| Rang | Équipe    | Pts | J | G | N | P | Bp | Bc | Diff |  | Résultats (▼ dom., ► ext.) |  |     |     |
| ---- | --------- | --- | - | - | - | - | -- | -- | ---- |  | -------------------------- |  | --- | --- |
| 1    | Birmanie  | 6   | 2 | 2 | 0 | 0 | 15 | 0  | +15  |  | Birmanie                   |  | 9-0 | 6-0 |
| 2    | Hong Kong | 3   | 2 | 1 | 0 | 1 | 3  | 9  | -6   |  | Hong Kong                  |  |     | 3-0 |
| 3    | Singapour | 0   | 2 | 0 | 0 | 2 | 0  | 9  | -9   |  | Singapour                  |  |     |     |

### Poule 8
- Matchs disputés à Séoul en Corée du Sud :

| Rang | Équipe       | Pts | J | G | N | P | Bp | Bc | Diff |  | Résultats (▼ dom., ► ext.) |  |      |     |     |
| ---- | ------------ | --- | - | - | - | - | -- | -- | ---- |  | -------------------------- |  | ---- | --- | --- |
| 1    | Corée du Sud | 9   | 3 | 3 | 0 | 0 | 25 | 1  | +24  |  | Corée du Sud               |  | 11-1 | 6-0 | 8-0 |
| 2    | Laos         | 6   | 3 | 2 | 0 | 1 | 9  | 12 | -3   |  | Laos                       |  |      | 3-1 | 5-0 |
| 3    | Cambodge     | 3   | 3 | 1 | 0 | 2 | 4  | 9  | -5   |  | Cambodge                   |  |      |     | 3-0 |
| 4    | Philippines  | 0   | 3 | 0 | 0 | 3 | 0  | 16 | -16  |  | Philippines                |  |      |     |     |

### Poule 9
- Matchs disputés à Pyongyang en Corée du Nord :

| Rang | Équipe        | Pts | J | G | N | P | Bp | Bc | Diff |  | Résultats (▼ dom., ► ext.) |  |     |      |
| ---- | ------------- | --- | - | - | - | - | -- | -- | ---- |  | -------------------------- |  | --- | ---- |
| 1    | Chine         | 6   | 2 | 2 | 0 | 0 | 20 | 2  | +18  |  | Chine                      |  | 3-2 | 17-0 |
| 2    | Corée du Nord | 3   | 2 | 1 | 0 | 1 | 23 | 3  | +20  |  | Corée du Nord              |  |     | 21-0 |
| 3    | Mongolie      | 0   | 2 | 0 | 0 | 2 | 0  | 38 | -38  |  | Mongolie                   |  |     |      |
| 4    | Guam forfait  |     |   |   |   |   |    |    |      |  |                            |  |     |      |

### Poule 10
- Matchs disputés à Taipeh sur l'île de Taiwan :

| Rang | Équipe    | Pts | J | G | N | P | Bp | Bc | Diff |  | Résultats (▼ dom., ► ext.) |  |     |     |
| ---- | --------- | --- | - | - | - | - | -- | -- | ---- |  | -------------------------- |  | --- | --- |
| 1    | Viêt Nam  | 4   | 2 | 1 | 1 | 0 | 3  | 2  | +1   |  | Viêt Nam                   |  | 1-1 | 2-1 |
| 2    | Indonésie | 2   | 2 | 0 | 2 | 0 | 2  | 2  | 0    |  | Indonésie                  |  |     | 1-1 |
| 3    | Taïwan    | 1   | 2 | 0 | 1 | 1 | 2  | 3  | -1   |  | Taïwan                     |  |     |     |

### Poule 11
- Matchs disputés à Kelana Jaya en Malaisie :

| Rang | Équipe   | Pts | J | G | N | P | Bp | Bc | Diff |  | Résultats (▼ dom., ► ext.) |  |     |      |     |
| ---- | -------- | --- | - | - | - | - | -- | -- | ---- |  | -------------------------- |  | --- | ---- | --- |
| 1    | Japon    | 9   | 3 | 3 | 0 | 0 | 22 | 0  | +22  |  | Japon                      |  | 2-0 | 11-0 | 9-0 |
| 2    | Malaisie | 6   | 3 | 2 | 0 | 1 | 16 | 2  | +14  |  | Malaisie                   |  |     | 9-0  | 7-0 |
| 3    | Brunei   | 3   | 3 | 1 | 0 | 2 | 2  | 21 | -19  |  | Brunei                     |  |     |      | 2-1 |
| 4    | Macao    | 0   | 3 | 0 | 0 | 3 | 1  | 18 | -17  |  | Macao                      |  |     |      |     |

## Équipes participantes
| - Émirats arabes unis - Organisateur - Yémen - Syrie - Qatar - Inde - Ouzbékistan | - Pakistan - Birmanie - Corée du Sud - Chine - Viêt Nam - Japon |

## Premier tour
Les 12 équipes participantes sont réparties en 3 poules de 4. Au sein de la poule, chaque équipe rencontre ses adversaires une fois. À l'issue des rencontres, les 2 premiers de chaque poule ainsi que les 2 meilleurs troisièmes se qualifient pour la phase finale de la compétition, disputée en quarts, demies et finale.

### Groupe A
|   | Équipe              | Pts | J | G | N | P | BP | BC | Diff |
| - | ------------------- | --- | - | - | - | - | -- | -- | ---- |
| 1 | Chine               | 9   | 3 | 3 | 0 | 0 | 9  | 2  | +7   |
| 2 | Émirats arabes unis | 4   | 3 | 1 | 1 | 1 | 5  | 4  | +1   |
| 3 | Inde                | 4   | 3 | 1 | 1 | 1 | 6  | 6  | 0    |
| 4 | Birmanie            | 0   | 3 | 0 | 0 | 3 | 4  | 12 | -8   |

| 6 septembre  | Chine               | 4 | 1 | Inde                |
|              | Émirats arabes unis | 4 | 2 | Birmanie            |
| 9 septembre  | Chine               | 1 | 0 | Émirats arabes unis |
|              | Inde                | 4 | 1 | Birmanie            |
| 12 septembre | Chine               | 4 | 1 | Birmanie            |
|              | Émirats arabes unis | 1 | 1 | Inde                |

### Groupe B
|   | Équipe       | Pts | J | G | N | P | BP | BC | Diff |
| - | ------------ | --- | - | - | - | - | -- | -- | ---- |
| 1 | Corée du Sud | 7   | 3 | 2 | 1 | 0 | 9  | 3  | +6   |
| 2 | Yémen        | 7   | 3 | 2 | 1 | 0 | 6  | 3  | +3   |
| 3 | Pakistan     | 1   | 3 | 0 | 1 | 2 | 2  | 6  | -4   |
| 4 | Viêt Nam     | 1   | 3 | 0 | 1 | 2 | 2  | 7  | -5   |

| 7 septembre  | Yémen        | 2 | 0 | Viêt Nam |
|              | Corée du Sud | 3 | 0 | Pakistan |
| 10 septembre | Pakistan     | 1 | 1 | Viêt Nam |
|              | Corée du Sud | 2 | 2 | Yémen    |
| 13 septembre | Corée du Sud | 4 | 1 | Viêt Nam |
|              | Yémen        | 2 | 1 | Pakistan |

### Groupe C
|   | Équipe      | Pts | J | G | N | P | BP | BC | Diff |
| - | ----------- | --- | - | - | - | - | -- | -- | ---- |
| 1 | Ouzbékistan | 7   | 3 | 2 | 1 | 0 | 4  | 2  | +2   |
| 2 | Syrie       | 4   | 3 | 1 | 1 | 1 | 2  | 2  | 0    |
| 3 | Qatar       | 3   | 3 | 1 | 0 | 2 | 3  | 3  | 0    |
| 4 | Japon       | 3   | 3 | 1 | 0 | 2 | 3  | 5  | -2   |

| 8 septembre  | Ouzbékistan | 2 | 1 | Japon |
|              | Syrie       | 1 | 0 | Qatar |
| 11 septembre | Ouzbékistan | 1 | 1 | Syrie |
|              | Qatar       | 3 | 1 | Japon |
| 14 septembre | Ouzbékistan | 1 | 0 | Qatar |
|              | Syrie       | 0 | 1 | Japon |

## Phase finale
|  | Quarts de finale         | Quarts de finale         | Quarts de finale         | Quarts de finale         |              |              | Demi-finales             | Demi-finales             | Demi-finales                  | Demi-finales                  |                               |                               | Finale                   | Finale                   | Finale                   | Finale                   |
|  |                          |                          |                          |                          |              |              |                          |                          |                               |                               |                               |                               |                          |                          |                          |                          |
|  | 16 septembre - Abou Dabi | 16 septembre - Abou Dabi | 16 septembre - Abou Dabi | 16 septembre - Abou Dabi |              |              | 20 septembre - Abou Dabi | 20 septembre - Abou Dabi | 20 septembre - Abou Dabi      | 20 septembre - Abou Dabi      |                               |                               | 22 septembre - Abou Dabi | 22 septembre - Abou Dabi | 22 septembre - Abou Dabi | 22 septembre - Abou Dabi |
|  | 16 septembre - Abou Dabi | 16 septembre - Abou Dabi | 16 septembre - Abou Dabi | 16 septembre - Abou Dabi |              |              | 20 septembre - Abou Dabi | 20 septembre - Abou Dabi | 20 septembre - Abou Dabi      | 20 septembre - Abou Dabi      |                               |                               | 22 septembre - Abou Dabi | 22 septembre - Abou Dabi | 22 septembre - Abou Dabi | 22 septembre - Abou Dabi |
|  | Chine                    | Chine                    | 3                        | 3                        |              |              | 20 septembre - Abou Dabi | 20 septembre - Abou Dabi | 20 septembre - Abou Dabi      | 20 septembre - Abou Dabi      |                               |                               | 22 septembre - Abou Dabi | 22 septembre - Abou Dabi | 22 septembre - Abou Dabi | 22 septembre - Abou Dabi |
|  | Chine                    | Chine                    | 3                        | 3                        |              |              | 20 septembre - Abou Dabi | 20 septembre - Abou Dabi | 20 septembre - Abou Dabi      | 20 septembre - Abou Dabi      |                               |                               | 22 septembre - Abou Dabi | 22 septembre - Abou Dabi | 22 septembre - Abou Dabi | 22 septembre - Abou Dabi |
|  | Qatar                    | Qatar                    | 1                        | 1                        |              |              | 20 septembre - Abou Dabi | 20 septembre - Abou Dabi | 20 septembre - Abou Dabi      | 20 septembre - Abou Dabi      |                               |                               | 22 septembre - Abou Dabi | 22 septembre - Abou Dabi | 22 septembre - Abou Dabi | 22 septembre - Abou Dabi |
|  | Qatar                    | Qatar                    | 1                        | 1                        | Chine        | Chine        | 0                        | 0                        |                               |                               |                               |                               | 22 septembre - Abou Dabi | 22 septembre - Abou Dabi | 22 septembre - Abou Dabi | 22 septembre - Abou Dabi |
|  | 17 septembre - Abou Dabi |                          |                          |                          | Chine        | Chine        | 0                        | 0                        |                               |                               |                               |                               | 22 septembre - Abou Dabi | 22 septembre - Abou Dabi | 22 septembre - Abou Dabi | 22 septembre - Abou Dabi |
|  |                          |                          | Yémen                    | Yémen                    | 1            | 1            |                          |                          |                               |                               |                               |                               | 22 septembre - Abou Dabi | 22 septembre - Abou Dabi | 22 septembre - Abou Dabi | 22 septembre - Abou Dabi |
|  | Yémen a.p.               | Yémen a.p.               | Yémen                    | Yémen                    | 1            | 1            | 2                        | 2                        |                               |                               |                               |                               | 22 septembre - Abou Dabi | 22 septembre - Abou Dabi | 22 septembre - Abou Dabi | 22 septembre - Abou Dabi |
|  | Yémen a.p.               | Yémen a.p.               | 20 septembre - Abou Dabi |                          |              |              | 2                        | 2                        |                               |                               |                               |                               | 22 septembre - Abou Dabi | 22 septembre - Abou Dabi | 22 septembre - Abou Dabi | 22 septembre - Abou Dabi |
|  | Syrie                    | Syrie                    | 1                        | 1                        |              |              |                          |                          |                               |                               |                               |                               | 22 septembre - Abou Dabi | 22 septembre - Abou Dabi | 22 septembre - Abou Dabi | 22 septembre - Abou Dabi |
|  | Syrie                    | Syrie                    | 1                        | 1                        | Yémen        | Yémen        | 1 (3)                    | 1 (3)                    |                               |                               |                               |                               |                          |                          |                          |                          |
|  | 16 septembre - Abou Dabi |                          |                          |                          | Yémen        | Yémen        | 1 (3)                    | 1 (3)                    |                               |                               |                               |                               |                          |                          |                          |                          |
|  |                          |                          | Corée du Sud t.a.b.      | Corée du Sud t.a.b.      | 1 (5)        | 1 (5)        |                          |                          |                               |                               |                               |                               |                          |                          |                          |                          |
|  | Corée du Sud             | Corée du Sud             | Corée du Sud t.a.b.      | Corée du Sud t.a.b.      | 1 (5)        | 1 (5)        | 3                        | 3                        |                               |                               |                               |                               |                          |                          |                          |                          |
|  | Corée du Sud             | Corée du Sud             |                          |                          |              |              |                          |                          |                               |                               |                               |                               |                          |                          |                          |                          |
|  | Inde                     | Inde                     | 1                        | 1                        |              |              |                          |                          |                               |                               |                               |                               |                          |                          |                          |                          |
|  | Inde                     | Inde                     | 1                        | 1                        | Corée du Sud | Corée du Sud | 4                        | 4                        | Match pour la troisième place | Match pour la troisième place | Match pour la troisième place | Match pour la troisième place |                          |                          |                          |                          |
|  | 17 septembre - Abou Dabi |                          |                          |                          | Corée du Sud | Corée du Sud | 4                        | 4                        | Match pour la troisième place | Match pour la troisième place | Match pour la troisième place | Match pour la troisième place |                          |                          |                          |                          |
|  |                          |                          | Ouzbékistan              | Ouzbékistan              | 0            | 0            |                          |                          | 22 septembre - Abou Dabi      | 22 septembre - Abou Dabi      | 22 septembre - Abou Dabi      | 22 septembre - Abou Dabi      |                          |                          |                          |                          |
|  | Ouzbékistan              | Ouzbékistan              | Ouzbékistan              | Ouzbékistan              | 0            | 0            | 3                        | 3                        | 22 septembre - Abou Dabi      | 22 septembre - Abou Dabi      | 22 septembre - Abou Dabi      | 22 septembre - Abou Dabi      |                          |                          |                          |                          |
|  | Ouzbékistan              | Ouzbékistan              |                          |                          |              |              |                          | 3                        |                               |                               | Chine                         | Chine                         | 1                        | 1                        |                          |                          |
|  | Émirats arabes unis      | Émirats arabes unis      | 0                        | 0                        |              |              |                          |                          |                               |                               | Chine                         | Chine                         | 1                        | 1                        |                          |                          |
|  | Émirats arabes unis      | Émirats arabes unis      | 0                        | 0                        | Ouzbékistan  | Ouzbékistan  | 0                        | 0                        |                               |                               |                               |                               |                          |                          |                          |                          |
|  |                          |                          |                          |                          |              |              |                          |                          |                               |                               |                               |                               |                          |                          |                          |                          |

### Quarts de finale
| 16 septembre 2002 | Chine | 3 - 1 | Qatar | Abou Dabi |  |
|                   |       |       |       |           |  |

| 16 septembre 2002 | Corée du Sud | 3 - 1 | Inde | Abou Dabi |  |
|                   |              |       |      |           |  |

| 17 septembre 2002 | Ouzbékistan | 3 - 0 | Émirats arabes unis | Abou Dabi |  |
|                   |             |       |                     |           |  |

| 17 septembre 2002 | Yémen | 2 - 1 a.p. | Syrie | Abou Dabi |  |
|                   |       |            |       |           |  |

### Demi-finales
| 20 septembre 2002 | Corée du Sud | 4 - 0 | Ouzbékistan | Abou Dabi |  |
|                   |              |       |             |           |  |

| 20 septembre 2002 | Chine | 0 - 1 | Yémen | Abou Dabi |  |
|                   |       |       |       |           |  |

### Match pour la3eplace
| 22 septembre 2002 | Chine | 1 - 0 | Ouzbékistan | Abou Dabi |  |
|                   |       |       |             |           |  |

### Finale
| 22 septembre 2002 | Corée du Sud    | 1 - 1 t.a.b. | Yémen | Abou Dabi |  |
|                   |                 |              |       |           |  |
|                   | Tirs au but 5-3 |              |       |           |  |

### Équipes qualifiées pour la Coupe du monde
Les trois sélections qualifiées pour la prochaine Coupe du monde sont :
- Corée du Sud
- Chine
- Yémen

## Affaire de tricherie
Une nouvelle affaire de tricherie est mise à jour à l'issue de la compétition. En effet, douze joueurs de différentes sélections sont suspectés d'être surclassés. Ils doivent subir un test aux rayons X afin d'estimer leur âge osseux qui montre sans aucun doute qu'ils ont tous plus de 16 ans.
Les joueurs concernés sont bannis pendant 2 ans, tout comme les sélections à laquelle ils appartiennent. Il s'agit des sélections  du Pakistan et du Yémen.
En conséquence, ces 2 sélections sont suspendues par l'AFC et ne seront pas autorisées à participer aux éliminatoires du prochain Championnat d'Asie, en 2004. Cependant, le classement et les résultats de l'édition 2002 restent inchangés, ce qui fait que le Yémen, bien que touché par cette affaire, est autorisé à participer à la prochaine Coupe du monde après avoir terminé à la 3e place.

## Sources et liens externes